# Chiesa della Natività della Beata Vergine Maria (Bondeno)
La chiesa della Natività della Beata Vergine Maria  è la parrocchiale di Bondeno, in provincia di Ferrara. L'antica pieve rientra nel vicariato del Beato Giovanni Tavelli da Tossignano dell'arcidiocesi di Ferrara-Comacchio e il primo edificio risale forse al XII secolo.

## Storia

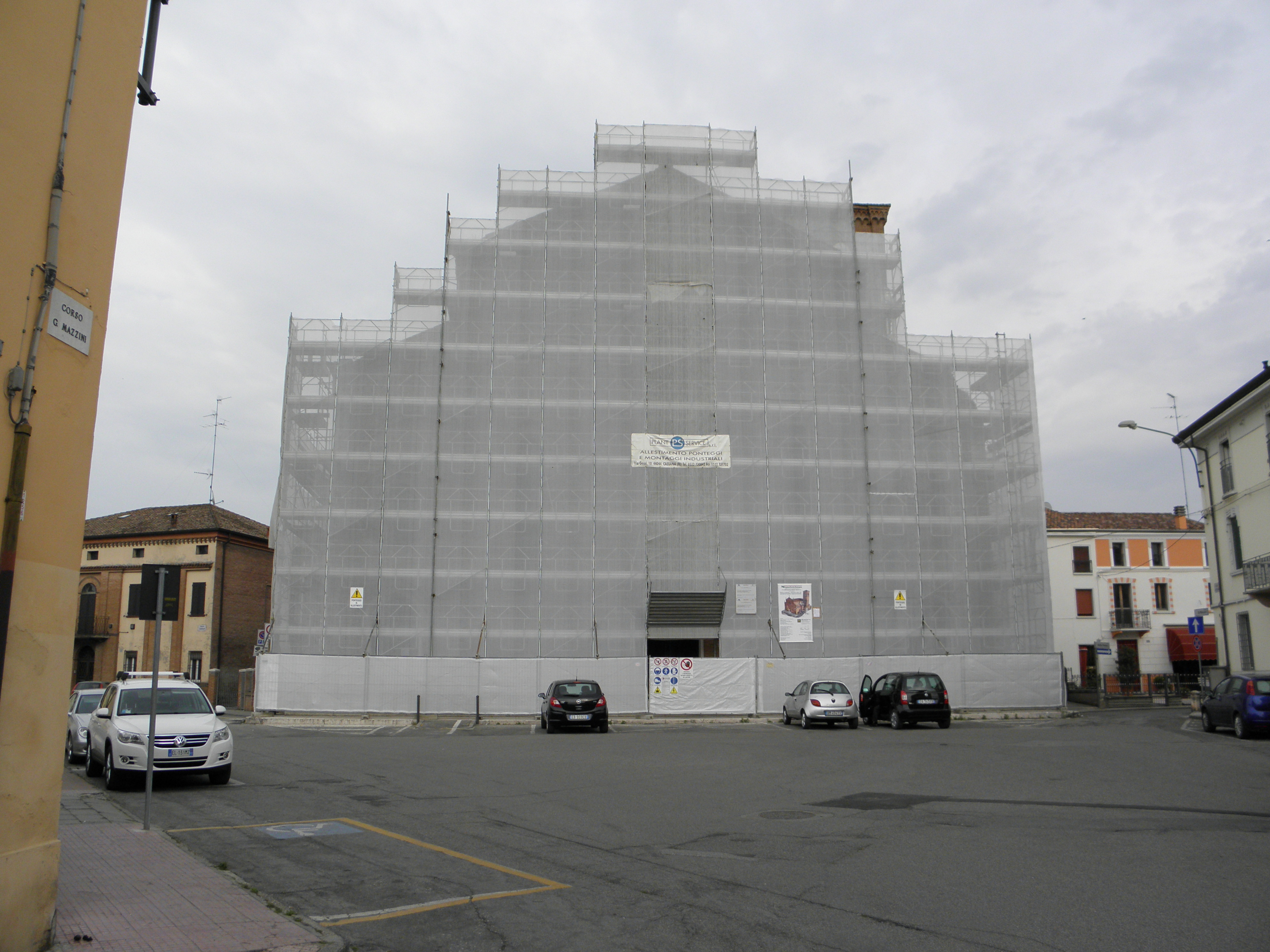
Chiesa della Natività di Maria, in restauro dopo il terremoto dell'Emilia del 2012

La prima citazione della pieve di Bondeno risale al 1114. Il campanile fu edificato tra i secoli XI e XII.
L'attuale parrocchiale venne edificata nella seconda metà del XV secolo. Nel Cinquecento fu rifatto completamente il pavimento e la chiesa passò dall'abbazia nullius di Nonantola alla diocesi di Ferrara.
Nel 1652 e nel 1694 il tetto dell'edificio subì degli importanti lavori di restauro e, nel 1785, venne collocato un nuovo altare nel presbiterio. Tra il 1855 ed il 1856 la pieve fu ampliata, conferendole un aspetto in stile neogotico. Tra il 1915 ed il 1916 si procedette alla ricostruzione del tetto e, nel 1939, la facciata venne modificata su progetto di Achille Bonora. La chiesa fu danneggiata dal terremoto del 2012 e dovette essere chiusa temporaneamente al culto per permettere di effettuare la sua ristrutturazione; dal 2016 è nuovamente agibile.